# Seznam slovenskih pravljic
Seznam slovenskih pravljic

## A
Ajdi • Ajdovska deklica • Ivi in njegove dogodivščine  • Ajatutaja

## B
Bela kača s kronico • Bosi otroci • Boter petelin in njegova zgodba • Botra smrt

## C
Celovški zmaj • Cesar in kmetje •

## Č
Čarovnica Čirimbara • Čevlji raztrgani, čevlji sešiti • Čuden klobuk • Čudežna krava • Čudežni studenec • Čudodelna torbica  • Čaroznanke

## D
Deklica in Kač • Deklica in pasjeglavci • Deklica veka • Deček Jarbol • Drava, Sava, Soča • Divji mož • Divja žena • Deklica za ogledalom • Dve ciklami ali Na svetu je dovolj prostora za vse

## F
Fižolček, ogelček in slamica • Fižolčki • O fižolčku, ogelčku in slamici

## G
Gospod in sveti Peter • Gospodična • Grofič prašič • Goslač • Gospod Hudournik

## H
Hudič iz kravjega jajca in druge mastne zgodbe• Hudičev most • Hudobin Potepin • Hudobna mačeha in dobra pastorka • Hvaležni medved

## I
Indija Koromandija

## J
Jež se ženi •
Ježek Janček

## K
Kačja dolina • Kaj je najlepše, najmočnejše in najdebelejše na zemlji? • Kaj ni nikoli bilo in nikoli ne bo • Kako je mladenič po kopni zemlji prijadral po nevesto • Kako je Pavliha kukca prodal • Kako je rusica pregnala Mujo Karotovo • Kako je ratala jama Vilenica • Kako je slavček človeka pameti učil • Kako je ženica odgnala razbojnike • Kako se je ježek ženil • Kako se je možila veverica • Kako so pulili repo • Kmet in medved • Ko se želva izgubi ... • Kralj Matjaž • Kralj Matjaž in Alenčka • Kralj Matjaž in vile • Kralj Vrba • Kraljevič in Lepa Vida • Krivopetnice in zlatorog • Kolaček • Kralič pa Lejpa Vida • Kralj in njegovi trije sinovi • Kraljica Vida • Kristus in sveti Peter • Kukavica • Kvartopirčev sin •Kekec na hudi poti • Kako je mrzli veter Ženček našel toplino

## L
Lakota in veverica • Lažibaba • Lisica kmetica • Lisica in mačka • Lisica in njeni prijatelji • Ljubica in Arpit • Lonec majarona • Luka Mornar

## M
Maček v črnilu • Makalonca • Mamica Dravica • Miška je šla k čevljarju • Modri pastir • Mojca Pokrajculja • Muca, ki je imela vzeti peska • Muk • Maček Titi  • Maruška  • Mi, kosovirji • Miha ... in miška • Mislim, da te bom kar poljubil • Mojamoja in Mojmoj

## N
Na drevesu brez imena • Najdražji zaklad • Na smrt bolan kralj • Na rdečem oblaku vinograd rase • Naš voča so včas zapodval • Nehvaležni volk in modra lisica • Nekoč je bilo jezero • Nepridipravljice • Noč je moja, dan je tvoj • Nožek • Narodne pripovedke in pravljice • Narodne pripovedke v Soških planinah

## O
Oče je kupil zvonec, mati pa lonec • O človeku, ki je šel iskat pravičnejšega od Boga • Od kdaj ima ježek bodice • Od kdaj ima zajček kratek rep • O dvanajstih bratih in sestrah • O dveh bratih in velikanih • O fantu z mačko • O fantu, ki ni poznal strahu • O fižolčku, ogelčku in slamici • O kralju Matjažu • O mladeniču, ki bi rad poznal strah • Otroci z našega dvorišča • O petelinu • O petelinu in zmaju • O povodnem možu • O speči kraljični in čudodelnem ptiču • O srajci srečnega človeka • O šivilji in škarjicah • O štirih godcih • O treh bratih • O treh bratih in kraljični, ki ji je zrasel rep • O treh grahih • O treh sinovih • O vražji volni • Od kdaj ima ježek bodice • Od kdaj so vrane na Menini • Od povodnega moža • Okamenela grofica in sedem psov • Okamneli svatje • O zlatih jabolkih • O fantu, ki je z mačkami oral

## P
Palček • Palček v čedri • Palčki z Rožnega grička •Papež Gregor • Pastir s čudežnim kravjim rogom • Pastirček • Pastirček in čarovnikova hči • Pastorka • Pastorka in bela žena • Pedenjčlovek laketbrada • Pedenjped• Pehta v črni lopi • Peklenski boter • Pepelko • Pepelnati štruklji • Petelinček in kokoška • Peter Klepec • Peteršiljček • Podganjek • Podgrajska grofična • Poldrugi Martin • Poletna nevihta v Planji • Povodni mož • Praprotno seme • Pravljica o Dravi • Pravljica o dvajsetih pravljicah • Pravljica o povodnem možu • Pravljica o vodni kapljici• Pravljica o žabi • Pravljice o štrpedu • Pripovedka o Soncu in Nasti • Pšenica - najlepši cvet • Pedenjčlovek- Laketbrada • Pravljica o smrti • Puopč, ki je imel rad oblake • Ptica, lisica in pes

## R
Rabeljsko jezero • Rahlo pegaste sanje • Razbojnik Mataj • Rdeča kokoš • Ribičev sin • Ribja kraljica • Rusica pregnala babici Mujo Karotovo • Rusica pregnala Grdinico iz lisičje hišice •

## S
S kačo se je oženil • Samson in čevljarček • Sedem laži • Sedem let pri beli kači • Sinček palček • Sin jež • Sirota Jerica • Sirotici • Skakelj pevec in citiravec pri rusicah • S kruhom ali brez njega • Slepi bratec • Smrt in čevljar • Sonce in mavrica • Speči zajec • Spoštuj stare ljudi • Stava • Strah noge celi • Sveti Florijan v luni • Sveti Miklavž in parkelj • Svinjski pastir postane španski kralj

## Š
Šest volkov • Škocjanski kapanci • Škrateljčka • Štrpedov rod

## T
Ta mala dujačesa • Ta prva bo ta zadnja • Te že vidim • Tea in čarobna travica • Tekma za bajtico • Tista od petelina • Točno opolnoči • Toninac in Krivopeta • Topli potok • Tramvajčica• Tri botre lisičice • Trije lenuhi • Trije jajčki • Trije modri nauki • Trije velikani • Tri pomaranče • Tri račice • Tri vreče denarja za cepec, za mačko in za petelin •

## U
Užaljeni velikan •

## V
V deveti deželi • Veter jo je obiskal • Vila prijateljica in meseci prijatelji • Vikin čarobni kaktus • V kraljestvu Zlatoroga • Violina • Volk in lisica na motorju • Vragova nevesta

## Z
Začarana hiša • Začarani grad in medved • Začaran vrt • Zajček • Zajčji rep • Zajec dela za lisico • Zajec in jež • Zakaj imajo zajčki preklano ustnico • Zakaj je mesec nag • Zakaj je mesec gol • Zaklete deklice • Zakleti modras •Zdravilno jabolko • Zlata goska • Zlata ptica • Zlata ribica • Zlato kralja Matjaža • Zlatolasi trojčki • Zlatorog • Zlodej in Marija • Zmajevka • Zmaj s sedmerimi glavami • Zmaj v Peci • Zvezdica Zaspanka

## Ž
Žalik žena • Živali pokopavajo lovca •